# سیگنال.ام‌دی
سیگنال. ام‌دی (به انگلیسی: Signal.MD) یک استودیوی پویانمایی ژاپنی است که در اکتبر ۲۰۱۴ توسط پروداکشن آی. جی از هلدینگ آی‌جی پورت تأسیس شد.